# Angelina Williams
Angelina Danielle Williams (Chicago, 21 luglio 1983) è un'ex cestista statunitense, professionista nella WNBA.

## Carriera
È stata selezionata dalle Phoenix Mercury al secondo giro del Draft WNBA 2005 (18ª scelta assoluta).